# Гаївка (Ковельський район)
Гаївка (пол. Hajiwka) — село в Україні, у Шацькій селищній територіальній громаді Ковельського району Волинської області. Населення становить 202 осіб.
При в'їзді в село знаходиться каплиця святого Миколая Чудотворця.

## Історія
До 30 вересня 2015 року село підпорядковувалось Шацькій селищній раді Шацького району Волинської області.
12 червня 2020 року, відповідно до розпорядження Кабінету Міністрів України № 708-р «Про визначення адміністративних центрів та затвердження територій територіальних громад Волинської області», увійшло до складу Шацької селищної територіальної громади.
19 липня 2020 року, в результаті адміністративно-територіальної реформи та ліквідації Шацького району, село увійшло до новоутвореного Ковельського району.

## Населення
Згідно з переписом УРСР 1989 року чисельність наявного населення села становила 236 осіб, з яких 116 чоловіків та 120 жінок.
За переписом населення України 2001 року в селі мешкало 265 осіб.

### Мова
Розподіл населення за рідною мовою за даними перепису 2001 року:
| Мова       | Відсоток |
| ---------- | -------- |
| українська | 97,03 %  |
| білоруська | 2,48 %   |
| російська  | 0,50 %   |